# Ciornohorți, Mena
Ciornohorți (în ucraineană Чорногорці) este un sat în comuna Stolne din raionul Mena, regiunea Cernihiv, Ucraina.

## Demografie
Componența lingvistică a localității Ciornohorți
     Ucraineană (90,24%)
     Rusă (9,76%)
Conform recensământului din 2001, majoritatea populației localității Ciornohorți era vorbitoare de ucraineană (90,24%), existând în minoritate și vorbitori de rusă (9,76%).